# Chopin (vodka)
Chopin è la denominazione di un tipo di vodka d'origine polacca ad ingrediente singolo – distillata quattro volte da patate, segale o frumento. Prende il nome dal famoso compositore polacco Fryderyk Chopin.

## Produzione
La sua produzione è effettuata in un'azienda specializzata a Siedlce denominata Polmos. Questo tipo di vodka denominata Chopin fu introdotta per la prima volta in Nord America nel 1997. La produzione viene eseguita in piccoli lotti.

## Caratteristiche
Questo tipo di vodka raggiunge una gradazione alcolica del 40 %.
La vodka Chopin è stata sottoposta ad una serie di valutazioni internazionali, tra cui il San Francisco World Spirits Competition, il Wine Enthusiast e il Beverage Testing Institute. 
I risultati sono stati generalmente favorevoli, in particolare negli ultimi anni. Ad esempio, tra il 2006 e il 2011, la vodka Chopin ha ottenuto una medaglia d'oro doppia, tre d'oro e due d'argento dal San Francisco World Spirits Competition.
Il punteggio aggregato nella classifica degli alcolici di Proof66, che incorpora questi punteggi e altri, la colloca nel top 90° percentile tra tutte le vodka valutate.